# Hồn Trương Ba, da hàng thịt
Hồn Trương Ba, da hàng thịt là một truyện cổ dân gian Việt Nam kể về một ông lão giỏi đánh cờ tướng tên là Trương Ba phải Đế Thích là một tiên cờ vì ngưỡng mộ tài đánh cờ trăm năm có một của Trương Ba mà đã làm cho ông sống lại trong thân xác của một người hàng thịt.
Bối cảnh của giai thoại được cho là ở làng Quy Nhơn, Tân Lập, Yên Mỹ, Hưng Yên. Giai thoại này được cụ Trần Quốc Chính là một nhà thư pháp, nhà nghiên cứu Hán Nôm biên soạn lại thành một cuốn sách có tên Dấu ấn làng Đình Sơn, xuất bản năm 2011. Truyện cổ này gắn liền với di tích lịch sử Đền Thiên Đế của thôn. Năm 2012, Đài Truyền hình tỉnh Hưng Yên đã tổ chức làm phóng sự để nghiên cứu khu di tích này.
Sự tích này là nguồn cảm hứng để nhà soạn kịch Lưu Quang Vũ dựng nên một vở kịch nói nổi tiếng cùng tên. Tuy nhiên ông đã viết thêm cái kết cho vở kịch của mình, một bi kịch. Vở kịch của ông mang đến một thông điệp: "Mọi thứ nên tuân theo quy luật của tự nhiên, mọi sự kháng cự với quy luật đều trở nên kệch cỡm".
Năm 2006, đạo diễn Nguyễn Quang Dũng cũng đã chuyển thể sự tích trên cùng với vở kịch thành phim điện ảnh, nhưng với một bối cảnh hiện đại hơn, và mang phong cách hài hước hơn.

## Cốt truyện tác phẩm
Trương Ba là 1 ông lão có tài đánh cờ tướng, nổi tiếng là người cư xử nhẹ nhàng, hiền lành, lương thiện, ngay thẳng, được mọi người yêu quý, kính trọng. Hai vợ chồng ông có 1 cậu con trai. Đối lập với gia đình Trương Ba, gia đình hàng thịt sống gần đó lại là một gia đình không hạnh phúc.
Rồi một hôm, tiên cờ Đế Thích thấy Trương Ba đánh cờ quá hay nên ông xuống hạ giới để đọ cờ cùng với Trương Ba và tặng Trương Ba một bó nhang, để khi nào Trương Ba muốn chơi cờ với ông thì cứ đốt 1 nén nhang. Sau đó không lâu, vì bị Nam Tào "ghi sổ sinh tử" nhầm nên Trương Ba chết oan. Đến ngày giỗ, vợ Trương Ba rất buồn và thắp nhang cho ông. Vô tình bà thắp nén nhang mà không hay mình đã gọi Đế Thích.
Đế Thích xuất hiện nhưng Trương Ba đã chết lâu rồi nên xác đã không còn nguyên vẹn, không thể hoàn hồn trở lại. Vì thương xót cho bạn tri kỷ của mình mất sớm và muốn sửa lỗi sai của Nam Tào nên ông hứa sẽ hồi sinh Trương Ba. 
Tại thời điểm đó, vì bất cẩn nên anh hàng thịt gần nhà chết. Đế Thích đã lấy xác anh hàng thịt để cho hồn Trương Ba trú vào. Trương Ba lúc này trong thân xác anh hàng thịt mừng rỡ trở về với vợ. Vợ ông thay vì vui mừng lại bất ngờ, sợ hãi vì lúc này bà không nghĩ đó là Trương Ba. Sau khi nghe Trương Ba kể lại thì bà tin lời và rất vui mừng. Còn vợ anh hàng thịt thì ấm ức, ghen tuông cứ nằng nặc đó là chồng mình, rồi cả hai bà vợ cùng nhau kiện lên quan.
Quan hỏi người bán thịt nhận ai là vợ, anh ta chỉ vào vợ Trương Ba và bảo vợ cũ của mình là vợ người bán thịt ở trong xóm.
Quan hỏi cách làm heo bán thịt thế nào anh ta nói không biết, còn khi hỏi đến cách đánh cờ tướng thì anh ta trả lời rất rõ ràng, rành mạch và chính xác. Viên quan lấy làm khó xử vì hồn người này lại ở trong xác người kia, mới gọi vợ Trương Ba hỏi nhỏ xem trong khi chồng thị còn sống có làm điều gì đặc biệt không. Vợ Trương Ba thật tình kể lại việc Đế Thích xuống đánh cờ, có hứa lúc nào chồng thị chết, thì hãy thắp 1 nén nhang gọi đến ông sẽ cứu sống lại, nhưng rủi thị quên đi, đến khi xác chồng chết đã nát thịt rồi mới nhớ gọi đến, may có người bán thịt mới chết, ông tiên mới đưa hồn của Trương Ba nhập vào xác người bán thịt. Viên quan đòi hỏi riêng người bán thịt, quan hỏi có biết Đế Thích không, anh ta trả lời giống y như vợ Trương Ba nói, nên được xử rằng: "Ban ngày sẽ trở thành anh hàng thịt, tối sẽ trở thành Trương Ba."
Và cũng từ đây, những mâu thuẫn trong đời sống giữa hồn và xác bắt đầu nảy sinh.